# Cseszneky Benedek
Cseszneki és milványi gróf Cseszneky Benedek, (? – 1643 előtt) a 17. század első felében Pozsony és Győr vármegyében élő nemesúr. A Cseszneky család tagja.
Pázmány Péter hatására elhagyta az evangélikus vallást és áttért a katolikus hitre. II. Ferdinánd megbízásából részt vett a Bethlen Gábor erdélyi fejedelemmel folytatott béketárgyalásokon, minek eredményeképpen 1626-ban megkötötték a pozsonyi békét.
II. Ferdinándtól a Csallóközben, Kis- és Nagybudafán kapott birtokokat.
Felesége budafalvi Kánya Sára volt, fiuk, Cseszneky Péter nemességét 1643-ban igazolta Győr vármegye közgyűlése. Cseszneky Benedek vélhetően dédapja volt Bél Mátyásnak, a híres tudósnak és polihisztornak.[forrás?]